# Siphonolaimus cobbi
Siphonolaimus cobbi is een rondwormensoort uit de familie van de Siphonolaimidae. De wetenschappelijke naam van de soort is voor het eerst geldig gepubliceerd in 1966 door Riemann.